# كيم سنكلير
كيم سنكلير (بالإنجليزية: Kim Sinclair)‏ هو مصمم الإنتاج ومخرج فني نيوزلندي، ولد في 10 يوليو 1954 في أوكلاند في نيوزيلندا.

## وصلات خارجية
- كيم سنكلير على موقع IMDb (الإنجليزية)
- كيم سنكلير على موقع قاعدة بيانات الفيلم (الإنجليزية)